# Barcenillas (Málaga)
Barcenillas es un barrio que pertenece al distrito Centro de la ciudad andaluza de Málaga, España. Según la delimitación oficial del ayuntamiento, limita al este con el barrio de Ventaja Alta; al norte, con los barrios de La Manía y Conde de Ureña; al sur, con el monte Gibralfaro; y al oeste con el barrio de La Victoria.

## Transporte
En autobús queda conectado mediante las siguientes líneas de la EMT: 
| Línea | Trayecto                                             | Recorrido | Frecuencia |
| ----- | ---------------------------------------------------- | --------- | ---------- |
| 36    | Alameda de Colón - Conde de Ureña (Centro Histórico) | Recorrido | 60 minutos |

## Galería

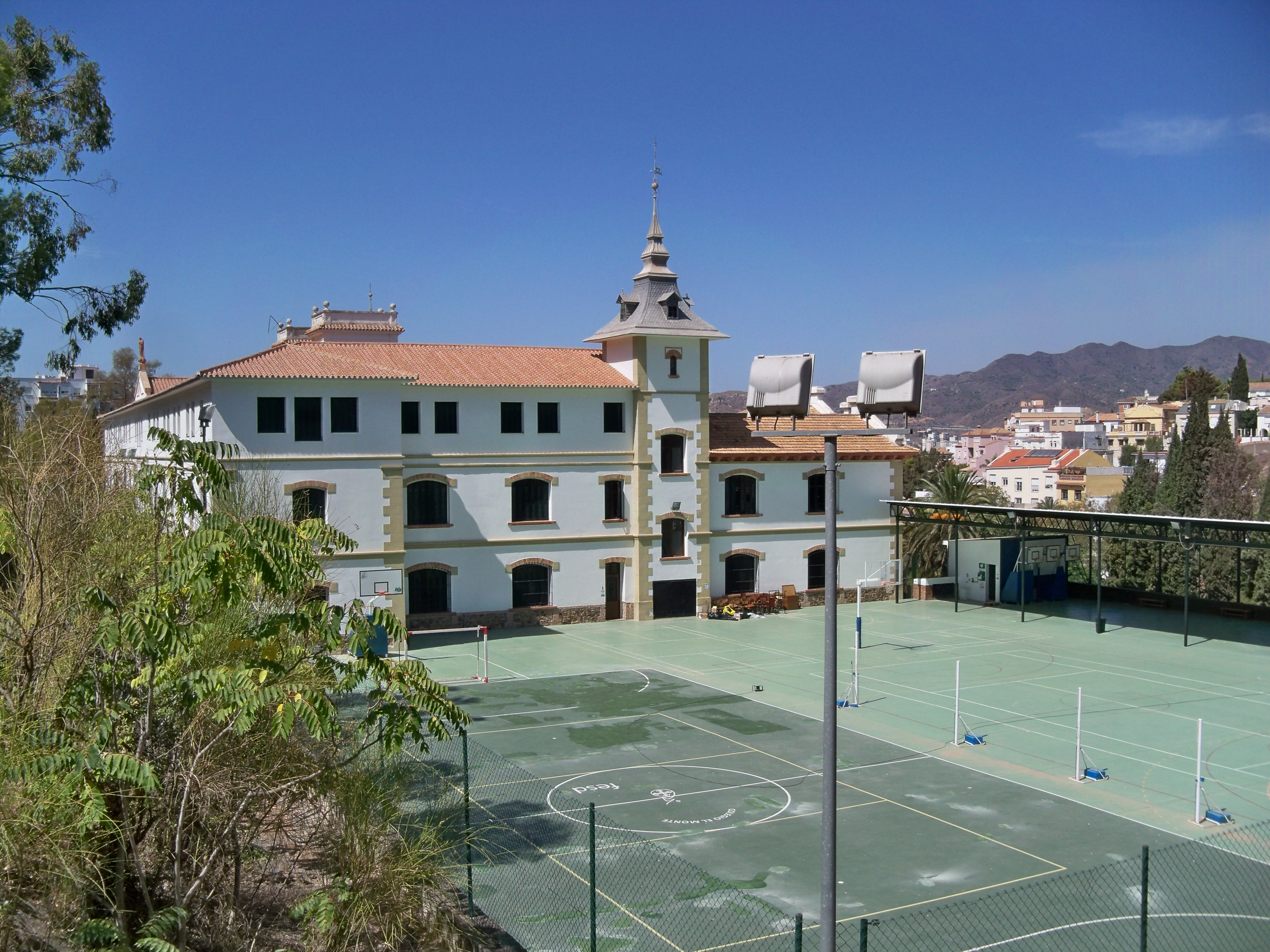
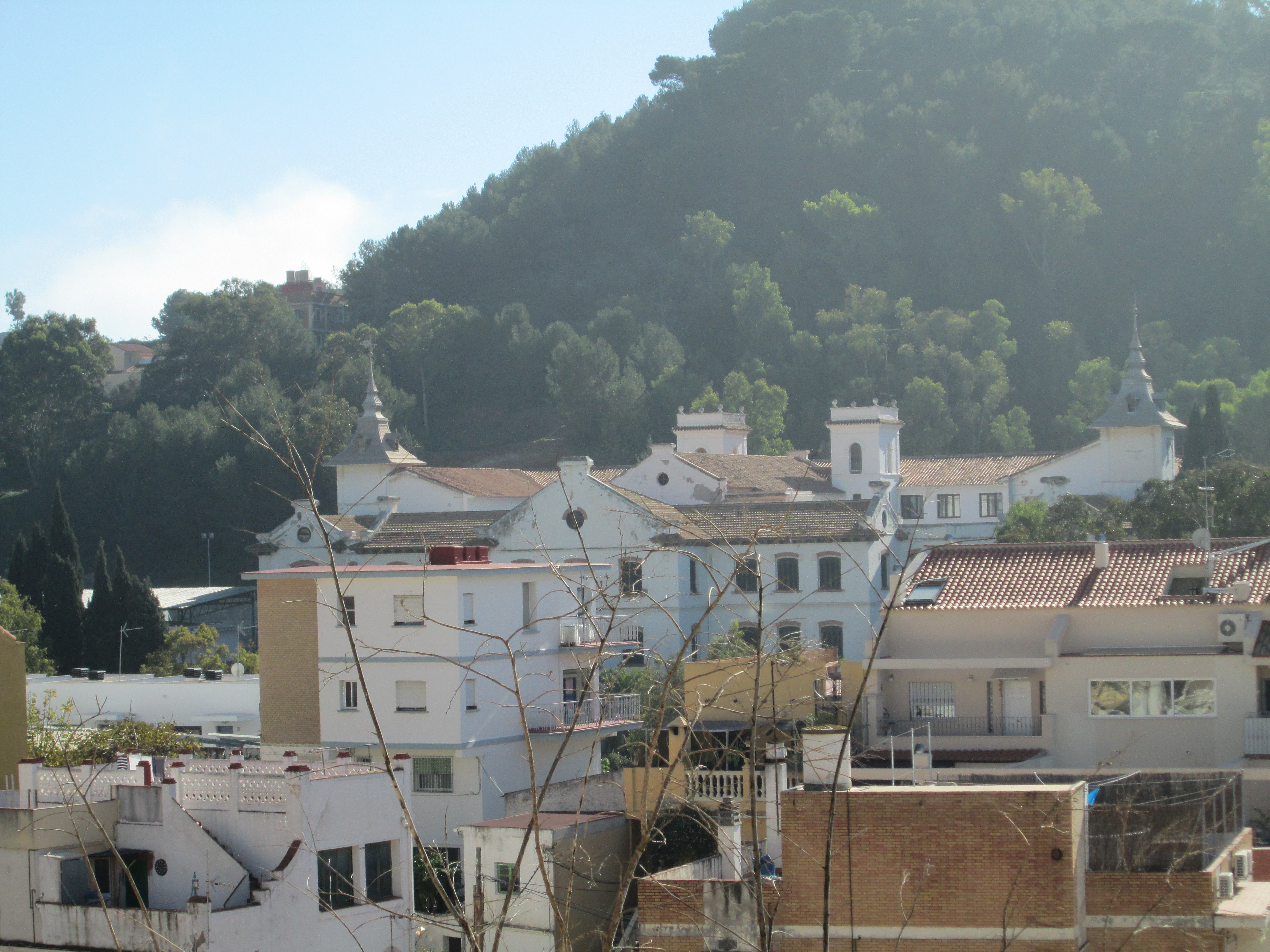